# Mercado de Antón Martín

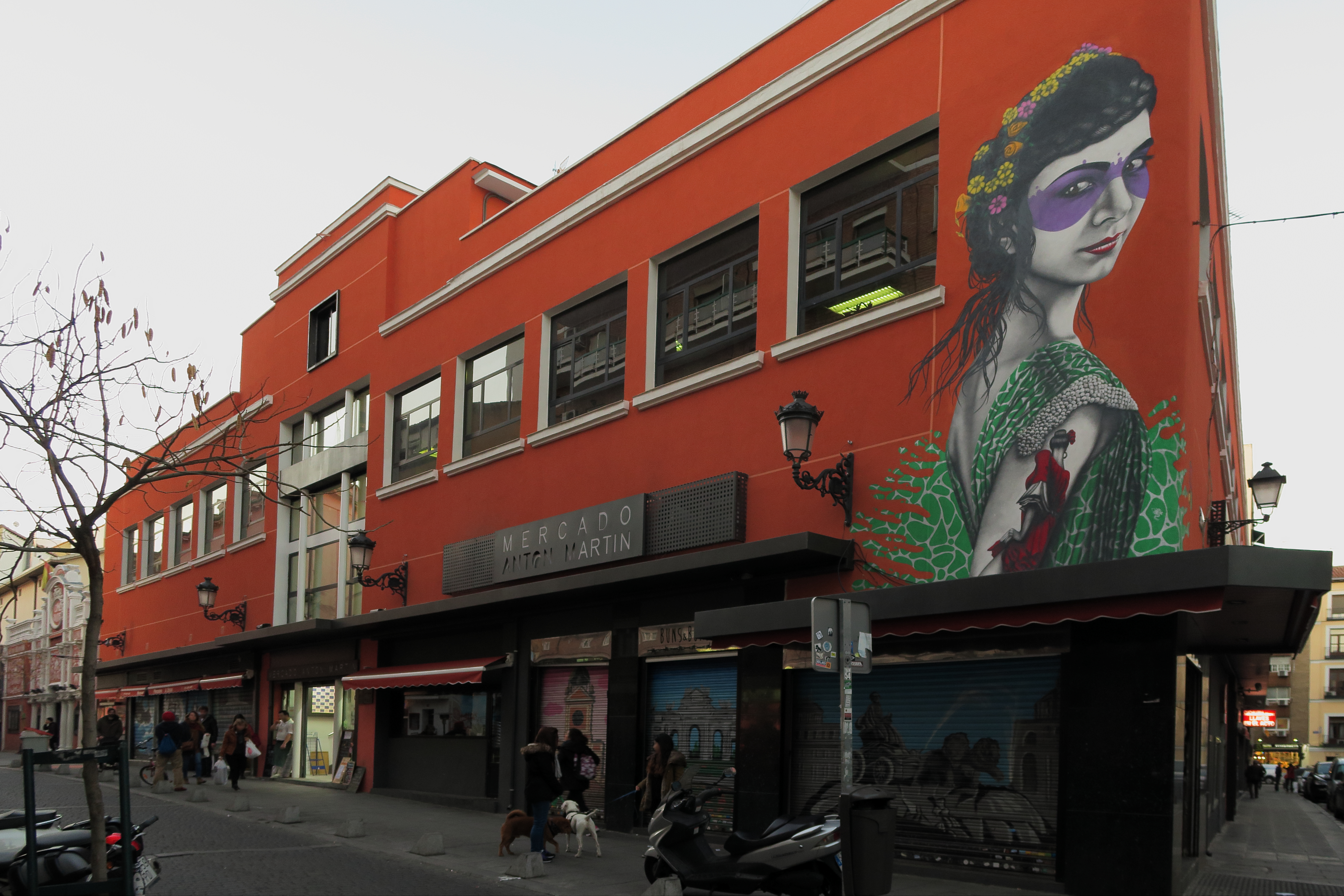
Mercado de Antón Martín, fachada calle Santa Isabel

El mercado de Antón Martín (de nombre oficial Mercado Municipal de Antón Martín) es un mercado de abastos ubicado en el centro de Madrid. Entre las calle de Atocha (junto a la parroquia de San Salvador y San Nicolás) y la Santa Isabel (junto al cine Doré). Cercano a la Plaza de Antón Martín. El mercado ofrece diversos productos de temporada 

## Historia
El amplio espacio abierto en la calle Atocha frente al Hospital de Antón Martín se conocía, desde al menos el siglo XVII, como plazuela de Antón Martín, y se utilizaba como plaza de mercado, con un repeso menor, que en 1766 fue el lugar de inicio del motín de Esquilache. El mercado  pasó a ser una plaza de abastos cubierta, que incluye un pasaje descubierto entre la calle de Atocha y la calle de Santa Isabel (el pasaje DO-RE o Doré, por la sala de cine DO-RE, hoy vinculada a la Filmoteca Española). En las cercanías se encontraba el Hospital de San Juan de Dios, cercano a la Iglesia de San Salvador y San Nicolás. En 1933 el Ayuntamiento de Madrid encarga al arquitecto Gonzalo Domínguez Espúñez un diseño del que será el Mercado de Antón Martín. El proyecto no se ejecuta hasta después de la guerra y fue inaugurado en 1941 que en los años cincuenta, tras la remodelación de la zona se construye en el edificio que se muestra en la actualidad.

## Características

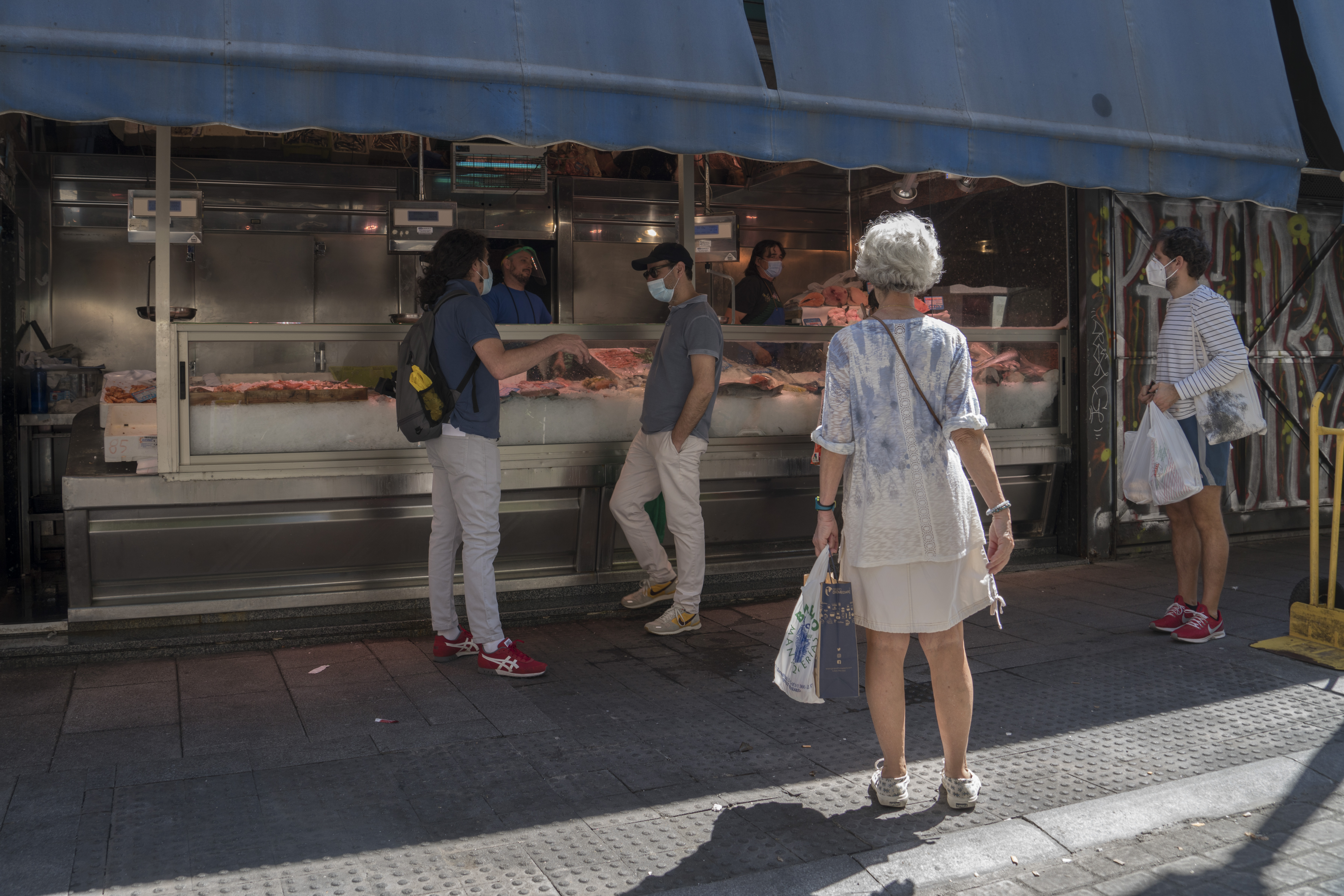
Puesto de pescado en la calle Santa Isabel. Mayo de 2020

El mercado se encuentra insertado entre la calle de Atocha y la Santa Isabel. El edificio posee tres plantas, en las dos primeras se reparten casi un medio centenar de puestos de ventas diversos: pescaderías, panaderías, carnicerías, etc. Siendo la tercera dedicada a actividades privadas, desde comienzos del siglo XXI se encuentra la escuela de danza de flamenco: Amor de Dios. Las salidas del edificio desenbocan en las calles Santa Isabel y en el pasadizo Doré. Algunos de los puestos del mercado se distribuyen a lo largo de la calle Santa Isabel.